# Wadim (Łaziebny)
Wadim, imię świeckie Władimir Anatoliewicz Łaziebny (ur. 14 października 1954 w Gubkinie) – biskup Rosyjskiego Kościoła Prawosławnego.

## Życiorys
Urodził się w rodzinie robotniczej. W latach 1972–1977 uczył się w seminarium duchownym w Odessie. Cztery lata później uzyskał dyplom Moskiewskiej Akademii Duchownej za pracę poświęconą reformie edukacji duchowieństwa w Kościele katolickim po Soborze watykańskim II. Wcześniej, w 1978, przyjął święcenia diakońskie z rąk arcybiskupa kurskiego i biełgorodzkiego Chryzostoma. W 1979 złożył śluby zakonne przed rektorem Akademii arcybiskupem Włodzimierzem (Sabodanem). W 1980 arcybiskup kurski Chryzostom udzielił mu święceń kapłańskich. W latach 1981–1984 służył w cerkwi Wszystkich Świętych w Kursku. W kwietniu 1984 został przeniesiony do Starego Oskoła jako dziekan dekanatu starooskolskiego oraz proboszcz parafii św. Aleksandra Newskiego.
W 1985 razem z arcybiskupem Chryzostomem został przeniesiony do eparchii irkuckiej, gdzie powierzono mu stanowisko eparchii. W latach 1985–1988 był proboszczem parafii św. Mikołaja we Władywostoku i dziekanem dekanatu primorskiego. W 1987 otrzymał godność ihumena, zaś dwa lata później – archimandryty. Wcześniej, w 1988, został przeniesiony do parafii Podwyższenia Krzyża Świętego w Irkucku, gdzie służył do 1990, będąc równocześnie dziekanem irkuckim.
25 stycznia 1990 otrzymał nominację na biskupa irkuckiego i czyckiego. 4 lutego tego samego roku miała miejsce jego chirotonia biskupa, która odbyła się w soborze Objawienia Pańskiego w Moskwie. Od stycznia do maja 1991 czasowo pełnił obowiązki biskupa magadańskiego i kamczackiego, zaś od stycznia do grudnia tego samego roku – czasowo zarządzał eparchią chabarowską.
25 lutego 2000 podniesiony do godności arcybiskupiej. Od 10 maja 2010, w związku ze śmiercią biskupa Zosimy (Dawydowa), tymczasowo zarządzał eparchią jakucką i leńską, do momentu chirotonii biskupiej Eliasza (Bykowa).
W 2011 został podniesiony do godności metropolity w związku z powstaniem metropolii irkuckiej.
W 2019 r. został przeniesiony na katedrę jarosławską.